# Бешкето, Всеволод Киприянович
Всеволод Киприянович Бешкето (1 июля 1921, Киев — 13 августа 1979) — советский учёный в области железнодорожного транспорта, доктор технических наук (1969), профессор.

## Биография
Родился 1 июля 1921 года в Киеве. Из семьи железнодорожников. Окончил школу на станции Егоршино (современная Свердловская железная дорога). С 1939 года учился в Новосибирском институте военных инженеров транспорта (будущий НИИЖТ/СГУПС).
С 1942 по 1943 год был военным переводчиком, оперуполномоченным в отделе контрразведки 65-й гвардейской Сибирской дивизии. После серьёзного ранения получил инвалидность III группы и в 1944 году старшим лейтенантом гвардии отправился для завершения учёбы в НИВИТ, который окончил с отличием.
В 1947 году — дежурный по станции, инженер и главный инженер станции Инской, с 1948 года — секретарь парткома Инского железнодорожного узла, год спустя — заведующий транспортным отделом Новосибирского обкома ВКП(б).
За время работы в НИИЖТе (1952—1979), начав работать ассистентом, дошёл до профессорской должности. В 1965 году инициировал создание отраслевой научно-исследовательской лаборатории (НИЛ) сохранности грузов. С 1970 года — первый заведующий кафедрой «Грузовая и коммерческая работа» (позднее — «Грузовая работа и подвижной состав»).
Исследовательские работы кафедры НИЛ «Сохранности грузов», которой руководил Бешкето, были высоко оценены Государственным комитетом Совмина СССР по науке и технике, Министерством путей сообщения и международными организациями, а результаты этих трудов были включены в нормативные документы МПС, постановления правительства и введены в производство.
Руководил аспирантурой, действовавшей при кафедре с 1969 года; подготовил 15 кандидатов наук; получил 15 авторских свидетельств на свои изобретения; создал свыше 140 научных трудов.
Похоронен на Заельцовское кладбище Новосибирска (квартал 66).

## Основные работы
- Особенности и пути совершенствования перевозки углей Кузбасса. Новосибирск, Труды НИИЖТа, выпуск XXII, 1960. 27 с.;
- Поезда набирают скорость. Новосибирск, 1961. 30 с.;
- Методическое пособие по вопросам совершенствования организации грузовой работы железных дорог. Новосибирск, 1971. 75 с.;
- Обеспечение сохранности грузов при железнодорожных перевозках Справочник // В. К. Бешкето, Ю. А. Носков, А. М. Островский и др. Под ред. В. К. Бешкето. М.: Транспорт, 1982. 238 с.[1]

## Награды
Знаки «Почётному железнодорожнику» (1964) и «Лучший изобретатель железнодорожного транспорта», две медали.